# Giulio Carlo Argan
Giulio Carlo Argan (AFI: /arˈɡan/) (Torino, 17 maggio 1909 – Roma, 12 novembre 1992) è stato un critico d'arte, storico dell'arte e politico italiano, primo sindaco non democristiano della Roma repubblicana, dal 1976 al 1979.
Negli anni settanta fu esponente di prestigio della Sinistra Indipendente e fu senatore dal 1983 al 1992 nella IX e X Legislatura nelle liste del Partito Comunista Italiano.

## Biografia
Nacque a Torino il 17 maggio 1909 da Valerio, economo del manicomio provinciale di via Giulio, e Libera Paola Roncaroli, maestra elementare. Aveva una sorella maggiore, Serafina. Il cognome è di origine ginevrina (Argand), ma già nell’Ottocento la famiglia risiedeva stabilmente in Piemonte.

### Critico e intellettuale
Negli anni venti frequentò l'ambiente culturale gobettiano e, dopo aver frequentato il liceo classico Cavour, si formò all'Università di Torino con Lionello Venturi, ricevendone l'esempio di una critica di impostazione crociana, ma estesa anche all'arte contemporanea. Nel 1928 aderì al Partito Nazionale Fascista, verso il quale maturerà un atteggiamento sempre più critico, seguendo il modello di Benedetto Croce e Lionello Venturi, pur scegliendo di continuare a lavorare dentro le istituzioni del regime. Durante i suoi primi studi si interessò soprattutto di architettura: nel 1930 esordì con gli articoli Palladio e la critica neoclassica e Il pensiero critico di Antonio da Sant'Elia; nel 1931 si laureò con la tesi "La teoria di architettura di Sebastiano Serlio".
Frequentò il Perfezionamento, fu assistente di Toesca e nel 1933 entrò nell'amministrazione Antichità e Belle Arti insieme a Palma Bucarelli, sua compagna di studi, diventando ispettore a Torino, poi a Modena e infine a Roma alla Direzione Generale, dove elaborò assieme a Cesare Brandi il progetto dell'Istituto Centrale del Restauro, oltre ad essere redattore della rivista Le Arti. A favorire la rapida ascesa professionale di Argan fu il gerarca fascista Cesare Maria De Vecchi, allora ministro dell'Educazione nazionale. Nel 1936-1937 pubblicò due volumetti sull'architettura medievale e nel 1937-1938 un manuale di storia dell'arte per i licei. Nel 1939 compì un viaggio negli Stati Uniti e in quello stesso anno sposò Anna Maria Mazzucchelli, già redattrice della Casabella di Pagano e Persico. Nei primi anni quaranta collaborò regolarmente con la rivista Primato, fondata e diretta da Giuseppe Bottai, e con Il ventuno domani, fondata da Felice Chilanti, Francesco Pasinetti e Vasco Pratolini.
Nel dopoguerra intervenne in difesa dell'arte astratta e dell'architettura moderna (Henry Moore, 1948; Walter Gropius e la Bauhaus, 1951; La scultura di Picasso 1953; Pier Luigi Nervi, 1955), occupandosi anche di urbanistica, di museologia, di design; pubblicò monografie su artisti rinascimentali, mettendo a frutto i suoi legami con studiosi del Warburg Institute e utilizzando in modo molto personale il metodo iconologico (Brunelleschi, 1955; Fra' Angelico, 1955; Botticelli, 1957); elaborò una nuova interpretazione dell'arte barocca attraverso le chiavi della "tecnica" e della "rettorica" (Borromini, 1952; L'architettura barocca in Italia, 1957; L'Europa delle capitali, 1964).
Nel 1955 iniziò l'insegnamento universitario a Palermo e poi dal 1959 a Roma (cattedra di Storia dell'arte moderna); fu direttore della sezione moderna dell'Enciclopedia Universale dell'Arte e partecipò alla fondazione della casa editrice Il Saggiatore promossa da Alberto Mondadori.
Nel 1958 entra a far parte del Consiglio Superiore per l’Antichità e Belle Arti, nel quale graviterà a vario titolo almeno fino all’istituzione del Ministero dei Beni Culturali nel 1974; diventa inoltre membro per l’Italia del Comité International d’Histoire de l’Art, del quale sarà eletto presidente nel 1979. Il suo ruolo di rappresentanza viene confermato anche dall’Associazione Internazionale dei Critici d’Arte, che lo nomina presidente nel 1963.
Negli anni sessanta ebbe un ruolo di primo piano nel dibattito sullo sviluppo delle correnti più moderne: dall'informale all'arte gestaltica, dalla pop art all'arte povera, fino all'elaborazione della tesi sulla "morte dell'arte", cioè la crisi irreversibile del sistema delle tecniche tradizionali dell'arte nella società industriale e capitalistica.
Nel 1962 creò l'ISIA di Roma, istituzione per la formazione dei giovani designer. Sempre in quell'anno divenne presidente dell'associazione culturale "Cenacolo di Torre Orsina" di Terni, fortemente voluta dall'amico scultore Aurelio De Felice. Nel 1968 pubblicò la Storia dell'arte italiana, seguita da L'arte moderna 1770-1970, e nel 1969 fondò la rivista Storia dell'arte. Un ruolo significativo venne svolto da Argan nella rivalutazione del neoclassicismo e dell'opera di Antonio Canova attraverso corsi universitari e conferenze.
Il 21 maggio 1968 divenne socio dell'Accademia delle Scienze di Torino.
Prosegue negli anni la sua attività di difesa del patrimonio artistico: nel 1982 dona la sua biblioteca all’Università di Roma La Sapienza, dalla quale gli viene conferito il titolo di Professore Emerito, e dieci anni dopo fonda l’Associazione Bianchi Bandinelli con l’intento di promuovere il dialogo e la cooperazione tra il mondo della ricerca e quello della tutela.

### Politico e sindaco di Roma
Negli anni 1976-1979 fu il primo sindaco non democristiano di Roma, eletto come indipendente nelle liste del Partito Comunista Italiano. Durante il suo mandato, in un'epoca difficilissima per la città di Roma, colpita dal terrorismo, dalle tensioni sociali e dalla malavita della Banda della Magliana, grazie al suo giovane assessore alla Cultura Renato Nicolini ebbe vita l'esperimento dell'Estate romana, ormai divenuto un evento fisso nella vita della città, ma ritenuto, all'epoca, un autentico azzardo.
Di notevole importanza storica furono i suoi incontri con tre pontefici, in qualità di vescovi di Roma, avvenuti nella capitale: nel 1976 e 1977 con papa Paolo VI, conosciuto negli anni della guerra quando era ancora prelato della Segreteria di Stato; nel 1978 memorabile fu l'incontro con papa Giovanni Paolo I e, sempre nel 1978, con papa Giovanni Paolo II.
Uomo cauto e misurato, Argan sostenne la difesa dell'ambiente e la riqualificazione storico-urbanistica della città e, su impulso dell'urbanista Antonio Cederna, pose le premesse per il rilancio dei Fori imperiali, coniando in tale occasione lo slogan "O le automobili o i monumenti". Impedì inoltre la costruzione di un albergo a quattro stelle in un'area a Villa Piccolomini, in uno dei punti più panoramici di Roma. Si dimise il 27 settembre del 1979, motivando la scelta con le sue precarie condizioni di salute, e gli succedette Luigi Petroselli esponente del PCI.
Dal 1983 fu senatore, eletto come indipendente nelle liste del PCI per due legislature, fino al 1992. Negli ultimi anni si dedicò soprattutto alla difesa del patrimonio artistico e alla riforma delle leggi di tutela, presentando numerosi disegni di legge in collaborazione con il senatore Giuseppe Chiarante, insieme al quale fondò nel 1991 l'Associazione Bianchi Bandinelli, istituto di studi e ricerche intitolato all'archeologo Ranuccio Bianchi Bandinelli.

### L'attività negli anni ottanta

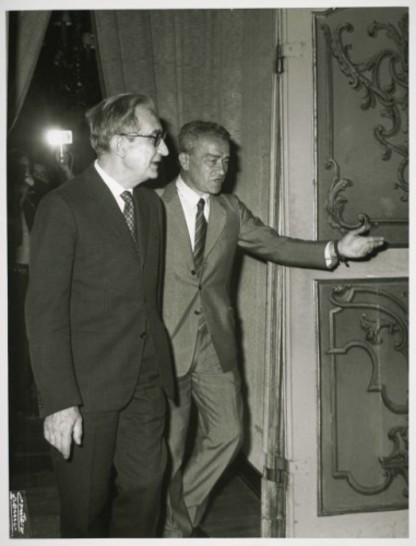
Giulio Carlo Argan, sindaco di Roma, ricevuto dal presidente della Camera dei Deputati Pietro Ingrao

Negli anni ottanta si dedicò con determinazione alla difesa del patrimonio artistico e alla riforma delle leggi di tutela (molti interventi sono raccolti nei volumi Dodici leggi per i Beni Culturali e Discorsi parlamentari). Nel 1991-92 il Partito Democratico della Sinistra gli affidò l'incarico di "ministro" dei beni culturali e ambientali nel cosiddetto "governo ombra".
Durante gli anni ottanta, oltre all'impegno politico, continuò l'attività di critico d'arte.
Dal 1974 fino al 1986 curò una rubrica sui temi dell'arte su L'Espresso. Nel 1982 donò la sua biblioteca all'Università di Roma e nel 1983 gli venne conferito il titolo di Professore Emerito.
Nel 1987 fu eletto presidente della Casa editrice Einaudi; nel 1990 divenne presidente della «Fondazione Filiberto Menna».
Proprio nel 1990 pubblicò il suo ultimo libro: Michelangelo architetto (in collaborazione con Bruno Contardi).
Uno dei suoi ultimi atti pubblici fu la fondazione, nel 1991, dell'Associazione Bianchi Bandinelli, con l'intento di promuovere il dialogo e la cooperazione tra il mondo della ricerca e quello della tutela.
Dopo la sua morte, avvenuta nel 1992, sono state pubblicate numerose raccolte di scritti e articoli.

## Omaggi
- Il 21 aprile 2009, con Decreto del Ministro per i Beni e le Attività Culturali, è stato istituito il Comitato Nazionale per le celebrazioni del centenario della nascita di Giulio Carlo Argan[11], che ha avuto come presidente onorario la professoressa Paola Argan, figlia dello storico del critico d'arte.
- Il logo del Comitato[12] è stato disegnato dallo scultore Nicola Carrino[13].
- Il film L'educazione di Giulio (regia di Claudio Bondì), realizzato nel 2000, è liberamente ispirato all'adolescenza di Giulio Carlo Argan.

## Polemiche
- Nel 1984 fu tra gli storici d'arte vittime illustri della "beffa di Livorno", poiché sostenne con certezza che le tre teste ritrovate a Livorno e attribuite a Modigliani, rivelatesi poi dei falsi, fossero autentiche.[14] Egli dichiarò che si trattava di "un miracoloso ritrovamento di tre incompiute meravigliose sculture di Modigliani al quale andava attribuita la paternità senza alcun dubbio, né timore di smentita".[15]

## Archivio
L'archivio di Giulio Carlo Argan è stato dichiarato di particolare interesse storico dalla Direzione regionale per i beni culturali e paesaggistici del Lazio l'8 ottobre 2014.
La documentazione copre un arco cronologico che va dalla nascita nel 1909 (è presente un piccolo nucleo di documentazione familiare) al 1992 con un'appendice di articoli di giornali raccolti dopo la sua morte. Sono presenti considerevoli lacune fino al 1939 ma la documentazione diventa più consistente a partire dal 1955 e completa dal 1970, quando la famiglia Argan si stabilisce nell'attuale residenza. L'archivio è costituito da: corrispondenza, essenzialmente quella ricevuta da Argan ma anche copie di lettere inviate ad alcune personalità e recuperate dalla famiglia (ad esempio quelle di Bruno Zevi); fascicoli di documentazione raccolta per temi (mostre, discussioni su fatti di attualità, istituzioni artistiche, editori); fotocopie dei discorsi pronunciati durante lo svolgimento della sua attività politica; dattiloscritti e manoscritti di libri e saggi pubblicati; documentazione del Consiglio superiore delle Belle Arti (1958-1974); taccuini con appunti e riflessioni; fotografie.
Al complesso documentario è annessa una ricca biblioteca specialistica che comprende numerose annate di riviste, le traduzioni delle opere di Argan, tesi di laurea sulla sua figura e sulla sua vasta attività, nonché articoli di giornali e riviste raccolti dalla famiglia dopo la sua morte.

## Opere
Volumi
- L'architettura protocristiana, preromanica e romanica, Nemi, Firenze 1936
- L'architettura italiana del Duecento e Trecento, Nemi, Firenze 1937
- Walter Gropius e la Bauhaus, Einaudi, Torino 1951
- Borromini, Mondadori, Milano 1952
- Brunelleschi, Mondadori, Milano 1952
- Pier Luigi Nervi, Il Balcone, Milano 1955
- Fra Angelico, Skira, Ginevra 1955
- L'architettura barocca in Italia, Garzanti, Milano 1957
- Botticelli, Skira, Ginevra 1957
- Ignazio Gardella, Edizioni di Comunità, Milano 1959
- L'Europa delle Capitali, Fabbri-Skira, Ginevra e Milano 1964 (riedizione: Skira, Milano 2004, con introduzione di Claudio Gamba)
- Storia dell'arte italiana, voll. I-III, Sansoni, Firenze 1968
- L'arte moderna 1770-1970, Sansoni, Firenze 1970
- Michelangelo architetto, Electa, Milano 1990 (con Bruno Contardi)
- Storia dell'arte italiana, sussidiario per la scuola secondaria in cinque tomi, Sansoni per la scuola, Milano 2008.

Raccolte di scritti
- Studi e note, Fratelli Bocca, Roma 1955
- Salvezza e caduta nell'arte moderna, Il Saggiatore, Milano 1964
- Progetto e destino, Il Saggiatore, Milano 1965
- Studi e note. Dal Bramante a Canova, Bulzoni, Roma 1970
- Occasioni di critica, a cura di Bruno Contardi, Editori Riuniti, Roma 1981
- Storia dell'arte come storia della città, Editori Riuniti, Roma 1983
- Forma Naturae (Archetipi & C.) Raccolta, Antonio Papasso (1983)
- Da Hogarth a Picasso. L'arte moderna in Europa, Feltrinelli, Milano 1983
- Classico Anticlassico. Il Rinascimento da Brunelleschi a Bruegel, Feltrinelli, Milano 1984
- Immagine e persuasione. Saggi sul barocco, a cura di Bruno Contardi, Feltrinelli, Milano 1986
- Ritratti di opere e di artisti, a cura di Augusto Roca De Amicis, Editori Riuniti, Roma 1993
- Progetto e oggetto. Scritti sul design, a cura di Claudio Gamba, Medusa, Milano 2003
- Promozione delle arti, critica delle forme, tutela delle opere. Scritti militanti e rari (1930-42), a cura di Claudio Gamba, Christian Marinotti Edizioni, Milano 2009.

Libri-intervista
- Giulio Carlo Argan, Un'idea di Roma, a cura di Mino Monicelli, Editori Riuniti, Roma 1979
- Giulio Carlo Argan, Intervista sulla fabbrica dell'arte, a cura di Tommaso Trini, Laterza, Roma- Bari 1980
- Rossana Bossaglia, Parlando con Argan, Ilisso, Nuoro 1992
- Giulio Carlo Argan, Intervista sul Novecento, rilasciata a Marc Perelman e Alain Jaubert, traduzione dal francese a cura di Sara Staccioli, nella seconda parte: Conversazione con Claudio Gamba e altri scritti di e su Giulio Carlo Argan, Annali dell'Associazione Ranuccio Bianchi Bandinelli, n. 17, Graffiti, Roma 2005.
- Giulio Carlo Argan, Un'idea di Roma, a cura di Mino Monicelli, Edizioni di Comunità, Roma 2021.

## Onorificenze
1958 – Premio Feltrinelli conferito dall'Accademia dei Lincei per le Arti.